# جيمس فيش
جيمس فيش (بالإنجليزية: James Fish)‏ هو لاعب اتحاد الرغبي بريطاني، ولد في 15 يوليو 1996 في دربي في المملكة المتحدة.